# Xantinuria
Per xantinuria in campo medico si intende sia una quantità anormale di xantina rintracciata nelle urine che una rara forma di malattia.

## Storia
È stata descritta per la prima volta nel 1954.

## Eziologia
La causa è dovuta ad una deficienza di un enzima, la xantinossidasi che elabora la xantina permettendogli di trasformarsi in acido urico, che normalmente viene eliminata dal rene.

## Complicazioni
Si evidenzia talvolta la progressione di calcoli renali, evitabili con una veloce diagnosi. Inoltre si riscontra anche la sindrome di Lesch-Nyhan.